# WCW United States Tag Team Championship
Der WCW United States Tag Team Championship war ein US-amerikanischer Wrestling-Titel, der von Jim Crockett Promotions (JCP) unter dem Banner der National Wrestling Alliance (NWA) und später von World Championship Wrestling (WCW) weitergeführt wurde. Der Championtitel wurde 1986 als NWA United States Tag Team Championship eingeführt und 1991 umbenannt. Am 25. Juni 1992 wurde er eingestellt. Wie im Wrestling üblich wurde der Titel im Rahmen einer Storyline vergeben.

## Geschichte
1986 stellte Promoter Jim Crockett Jr. die NWA United States Tag Team Championship vor. Der Titel stellte einen Zusammenschluss der beiden NWA-Tag-Team-Titel NWA Mid-Atlantic Tag Team Championship und NWA National Tag Team Championship dar, die beide eingestellt wurden. Der Titel durfte nur von einem männlichen Tag Team gehalten werden und durfte (im Gegensatz zum Beispiel zum ECW World Tag Team Championship) nur in Tag-Team-Matches verteidigt werden. Um die ersten Champions zu bestimmen, wurde ein Turnier veranstaltet. Die ersten beiden Titelträger wurden damit am 28. September 1986 Krusher Khruschev und Ivan Koloff.
1988 verkaufte Crockett Jim Crockett Promotions an Ted Turner, der die Promotion in World Championship Wrestling umbenannte.  Bis Januar 1991 wurde der Titel dennoch unter seinem alten Namen weitergeführt, bis im Januar 1991 ein Rebranding durchgeführt wurde. Die damals aktuellen Champions, die Steiner Brothers (Rick und Scott Steiner) wurden damit letzte Champions unter dem alten Titel und erste Champions nach dem Rebranding als WCW United States Tag Team Championship. Der Titel wurde bis zum 31. Juli 1992 weitergeführt, dann jedoch zugunsten des WCW World Tag Team Championship abgesetzt. Letzte Titelträger waren damit The Barbarian und Dick Slater.

## Liste der Titelträger
| #                                             | Champions                                               | Nr. | Tage | Datum des Titelgewinns | Ort                 | Veranstaltung                                  | Bemerkung |
| --------------------------------------------- | ------------------------------------------------------- | --- | ---- | ---------------------- | ------------------- | ---------------------------------------------- | --- |
| (NWA) WCW United States Tag Team Championship |                                                         |     |      |                        |                     |                                                | |
| 1                                             | Krusher Khruschev und Ivan Koloff                       | 1   | 72   | 28. September 1986     | Atlanta, GA         | Houseshow                                      | Gewannen gegen die Kansas Jayhawks (Dutch Mantel und Bobby Jaggers) ein Turnierfinale                                                                             |
| 2                                             | Ron Garvin und Barry Windham                            | 1   | 95   | 9. Dezember 1986       | Spartanburg, SC     | NWA Pro Wrestling                              | Ausgestrahlt am 13. Dezember 1986. |
| 3                                             | Dick Murdoch und Ivan Koloff (2)                        | 1   | 21   | 14. März 1987          | Atlanta, GA         | World Championship Wrestling                   | |
| –                                             | vakant                                                  | –   | –    | 4. April 1987          | N/A                 |                                                | Murdoch hatte einen Brainbuster bei Nikita Koloff durchgeführt und wurde suspendiert. Dadurch „verloren“ beide den Titel.                                         |
| 4                                             | The Midnight Express (Bobby Eaton und Stan Lane)        | 1   | 346  | 16. Mai 1987           | Atlanta, GA         | World Championship Wrestling                   | Gewannen ein Turnierfinale gegen Ron Garvin und Barry Windham. |
| 4                                             | The Fantastics (Bobby Fulton und Tommy Rogers)          | 1   | 75   | 26. April 1988         | Chattanooga, TN     | World Wide Wrestling                           | Ausgestrahlt am 14. Mai 1988. |
| 6                                             | The Midnight Express (Bobby Eaton und Stan Lane)        | 2   | 62   | 10. Juli 1988          | Baltimore, MD       | The Great American Bash                        | |
| –                                             | vakant                                                  | –   | –    | 10. September 1988     | N/A                 | N/A                                            | Die NWA erklärte die Titel für vakant, nachdem Eaton und Lane die NWA World Tag Team Championship gewannen.                                                       |
| 7                                             | The Fantastics (Bobby Fulton und Tommy Rogers)          | 2   | 19   | 26. April 1988         | Chattanooga, TN     | Clash of the Champions IV: A Season’s Beatings | Gewannen ein Turnierfinale gegen Eddie Gilbert und Ron Simmons.                                                                                                   |
| 8                                             | Kevin Sullivan und Steve Williams                       | 1   | 64   | 26. Dezember 1988      | Norfolk, VA         | Starcade                                       | |
| 9                                             | Eddie Gilbert und Rick Steiner                          | 1   | ??   | 28. Februar 1989       | Columbia, SC        | World Wide Wrestling                           | Ausgestrahlt am 18. März 1989. |
| –                                             | vakant                                                  | –   | –    | Mai 1989               | N/A                 | N/A                                            | Das Team löste sich auf, damit Rick mit seinem Bruder Scott Steiner die Steiner Brothers gründen konnte. Der Titel wurde daraufhin für fast ein Jahr eingestellt. |
| 10                                            | Brian Pillman und The Z-Man                             | 1   | 96   | 12. Februar 1990       | Rainsville, AL      | World Wide Wrestling                           | Ausgestrahlt am 24. Februar 1990. Besiegten The Fabulous Freebirds in einem Turnierfinale.                                                                        |
| 11                                            | The Midnight Express (Bobby Eaton und Stan Lane)        | 3   | 97   | 19. Mai 1990           | Washington, D.C.    | Capital Combat: Return of the Robocop          | |
| 12                                            | Steiner Brothers (Rick (2) und Scott Steiner)           | 1   | 225  | 24. August 1990        | East Rutherford, NJ | Houseshow                                      | Während ihrer Regentschaft wurde der Titel in WCW United States Tag Team Championship umbenannt.                                                                  |
| –                                             | vakant                                                  | –   | –    | 6. April 1991          | N/A                 | World Wide Wrestling                           | The Steiner Brothers gewannen den WCW World Tag Team Championship.                                                                                                |
| 13                                            | The Fabulous Freebirds (Jimmy Garvin und Michael Hayes) | 1   | 85   | 19. Mai 1991           | St. Petersburg, FL  | SuperBrawl                                     | Gewannen gegen The Young Pistols (Tracey Smothers und Steve Armstrong)                                                                                            |
| 14                                            | The Patriots (Todd Champion und Firebreaker Chip (3))   | 1   | 85   | 12. August 1990        | Gainesville, GA     | World Championship Wrestling                   | Ausgestrahlt am 7. September 1991. |
| 15                                            | The Young Pistols (Tracey Smothers und Steve Armstrong) | 1   | 70   | 5. November 1990       | Gainesville, GA     | WCW Main Event                                 | Ausgestrahlt am 15. Dezember 1991. |
| 16                                            | Big Josh und Ron Simmons                                | 1   | 34   | 14. Januar 1992        | Columbus, GA        | WCW Main Event                                 | Ausgestrahlt am 16. Februar 1992 |
| 17                                            | Terry Taylor und Greg Valentine                         | 1   | 90   | 17. Februar 1992       | Rock Hill, SC       | World Championship Wrestling                   | Ausgestrahlt am 29. Februar 1991. |
| 18                                            | The Fabulous Freebirds (Jimmy Garvin und Michael Hayes) | 2   | 34   | 17. Mai 1992           | Jacksonville, FL    | WrestleWar                                     | |
| 19                                            | Dick Slater und The Barbarian                           | 1   | 36   | 25. Juni 1992          | Kansas City, MO     | WCW Main Event                                 | Ausgestrahlt am 12. Juli 1992. |
| –                                             | Deaktiviert                                             | –   | –    | –                      | 31. Juli 1992       | –                                              | WCW legte den Fokus auf die NWA und WCW World Tag Team Titles, die zu diesem Zeitpunkt zum WCW World Tag Team Championship vereinigt wurden.                      |

## Statistik

### Als Team
| Rang | Tag Team                                                | Anzahl | Tage insgesamt |
| ---- | ------------------------------------------------------- | ------ | -------------- |
| 1    | Bobby Eaton und Stan Lane (The Midnight Express)        | 3      | 505            |
| 2    | Rick und Scott (The Steiner Brothers)                   | 1      | 225            |
| 3    | Jimmy Garvin und Michael Hayes (The Fabulous Freebirds) | 2      | 124            |
| 4    | Brian Pillman und The Z-Man                             | 1      | 096            |
| 5    | Ron Garvin und Barry Windham                            | 1      | 095            |
| 6    | Bobby Fulton und Tommy Rogers (The Fantastics)          | 2      | 094            |
| 7    | Terry Taylor und Greg Valentine                         | 1      | 090            |
| 8    | Todd Champion und Firebreaker Chip (The Patriots)       | 1      | 085            |
| 9    | Krusher Khruschev und Ivan Koloff                       | 1      | 072            |
| 10   | Steve Armstrong und Tracy Smothers (The Young Pistols)  | 1      | 070            |
| 11   | Kevin Sullivan and Steve Williams                       | 1      | 064            |
| 12   | Eddie Gilbert und Rick Steiner                          | 1      | 062 (max.)     |
| 13   | The Barbarian und Dick Slater                           | 1      | 036            |
| 14   | Big Josh und Ron Simmons                                | 1      | 034            |
| 15   | Dick Murdoch und Ivan Koloff                            | 1      | 021            |

### Einzelwrestler
| Rang | Wrestler                   | Anzahl | Tage insgesamt |
| ---- | -------------------------- | ------ | -------------- |
| 1    | Bobby Eaton                | 3      | 505            |
| 1    | Stan Lane                  | 3      | 505            |
| 3    | Rick Steiner               | 2      | 287 (max.)     |
| 4    | Scott Steiner              | 1      | 225            |
| 5    | Jimmy Garvin               | 2      | 124            |
| 5    | Michael Hayes              | 2      | 124            |
| 7    | Brian Pillman              | 1      | 096            |
| 7    | The Z-Man                  | 1      | 096            |
| 9    | Ron Garvin                 | 1      | 095            |
| 9    | Barry Windham              | 1      | 095            |
| 11   | Bobby Fulton               | 2      | 094            |
| 11   | Tommy Rogers               | 2      | 094            |
| 13   | Ivan Koloff                | 2      | 093            |
| 13   | Terry Taylor               | 1      | 090            |
| 13   | Greg Valentine             | 1      | 090            |
| 16   | Todd Champion              | 1      | 085            |
| 16   | Firebreaker Chip           | 1      | 085            |
| 18   | Krusher Khruschev          | 1      | 072            |
| 19   | Steve Armstrong            | 1      | 070            |
| 19   | Tracy Smothers             | 1      | 070            |
| 21   | Kevin Sullivan             | 1      | 064            |
| 21   | "Dr. Death" Steve Williams | 1      | 064            |
| 23   | Eddie Gilbert              | 1      | 064 (max.)     |
| 24   | The Barbarian              | 1      | 036            |
| 24   | Dick Slater                | 1      | 036            |
| 26   | Big Josh                   | 1      | 034            |
| 26   | Ron Simmons                | 1      | 034            |
| 28   | Dick Murdoch               | 1      | 021            |